# 4227 Kaali
4227 Kaali (1942 DC) là một tiểu hành tinh vành đai do Liisi Oterma phát hiện tại Turku ngày 17.2.1942.